# Motor

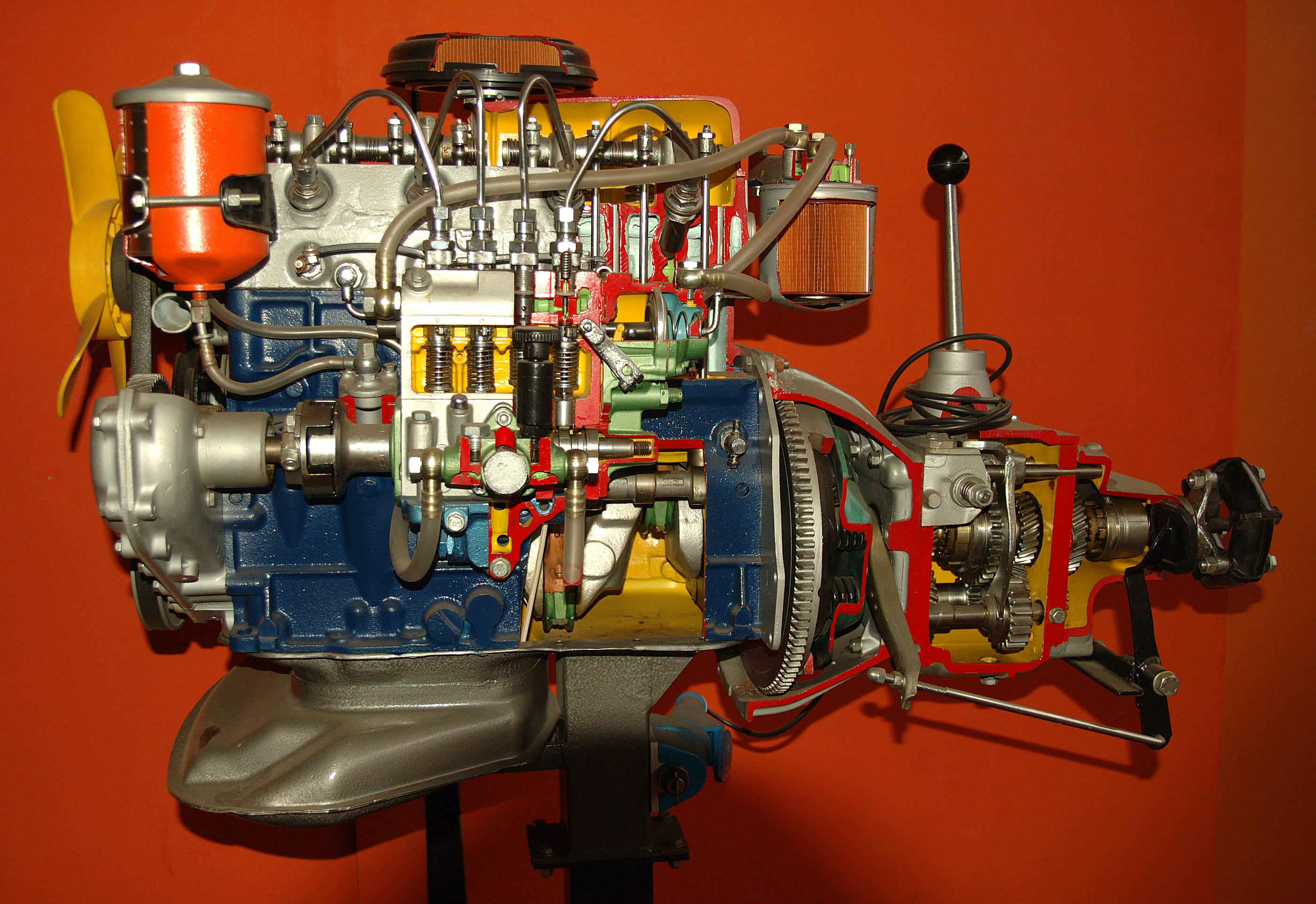
Model van een motor

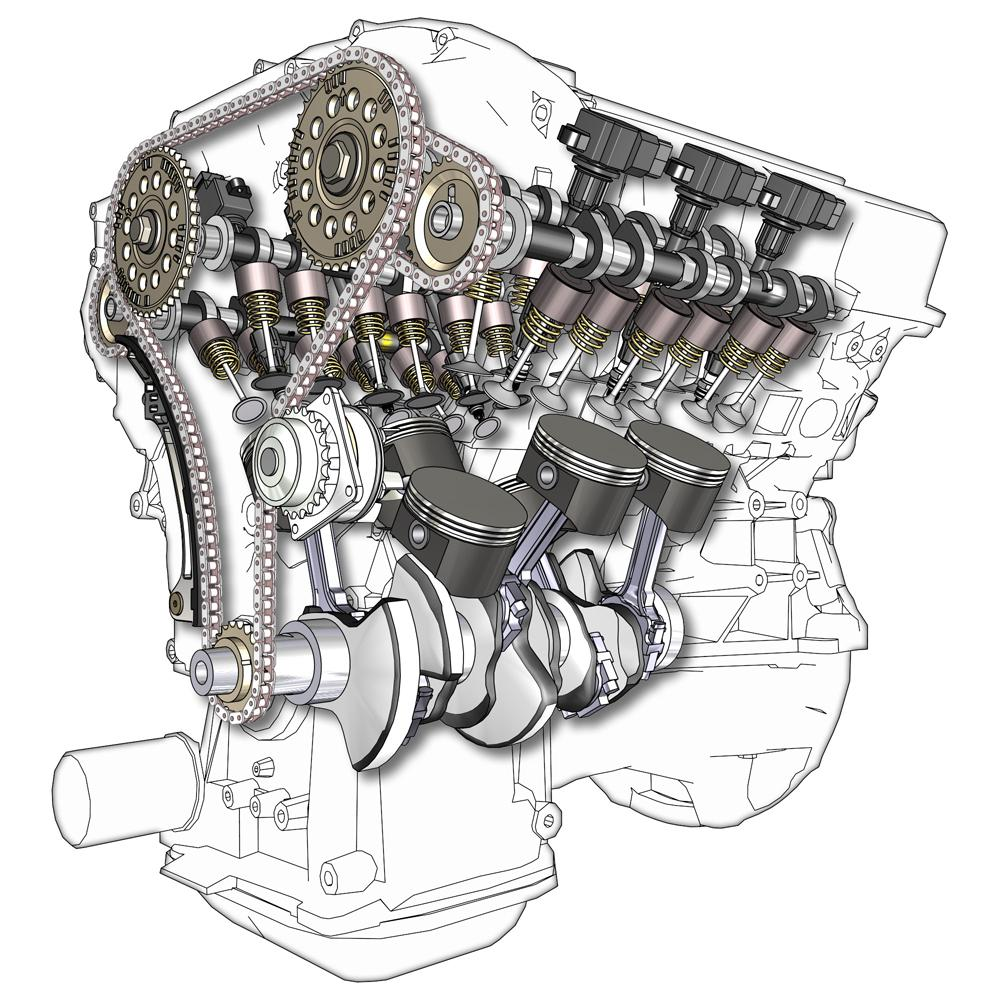
Opengewerkte motor

Een motor (Latijn voor beweger) is een machine die bepaalde soorten energie omzet in bewegingsenergie. Meestal betreft het een ronddraaiende beweging, maar lineaire bewegingen zijn ook mogelijk.

## Indeling naar toepassing
Een motor kan bestemd zijn voor aandrijving van een machine, bijvoorbeeld een motorvoertuig, of een machine voor hijsen/optillen, boren, zagen, schroeven, schuren, poetsen, wassen, pompen, zuigen of graven of een mechanische klok.

## Indeling naar aangevoerde energie
Er wordt onderscheid gemaakt aan de hand van de vorm van energie die aangevoerd wordt. Zo zijn er:
- Elektrische motoren die gebruikmaken van elektromagnetische energie.
- Warmtemotoren die gebaseerd zijn op thermodynamische wetten. Bij deze motoren gebeurt de omzetting door temperatuurverschillen. Deze kunnen er zowel uitwendig zijn (bijvoorbeeld de stirlingmotor) of door inwendige verbranding veroorzaakt worden. De verbranding op zijn beurt is dan een omzetting van chemische energie naar warmte-energie.
- Stromingsenergie kan gebruikt worden om een rad of een turbine aan te drijven.
- Een stoommachine is, volgens bovenstaande definitie, ook een motor, maar wordt niet zo genoemd. Dat komt waarschijnlijk doordat het woord 'motor' pas werd ingevoerd toen de stoommachine al bestond.

## Voorbeelden
- Dieselmotor
- Elektromotor
- Gasturbine
- Hydromotor
- Mengselmotor
- Persluchtmotor
- Raketmotor
  - Vastebrandstofmotor
  - Vloeibarebrandstofmotor
- Straalmotor
- Tweetaktmotor
- Veermotor
- Viertaktmotor
- Wankelmotor
- Ionenmotor